# 格拉特里
格拉特里（法語：Grattery，法語發音：[ɡʁatʁi]）是法国上索恩省的一个市镇，属于沃苏勒区。

## 地理
格拉特里（47°40'14"N, 6°4'43"E）面积6.19 平方千米，位于法国勃艮第-弗朗什-孔泰大區上索恩省，该省份为法国东部内陆省份，北起顺时针与孚日省、贝尔福地区省、杜省、汝拉省、科多尔省和上马恩省接壤。
与格拉特里接壤的市镇（或旧市镇、城区）包括：布尼翁、沙尔穆瓦耶、蒙蒂尼莱沃苏勒、索恩港、皮塞、锡村、韦夫尔和蒙图瓦耶。

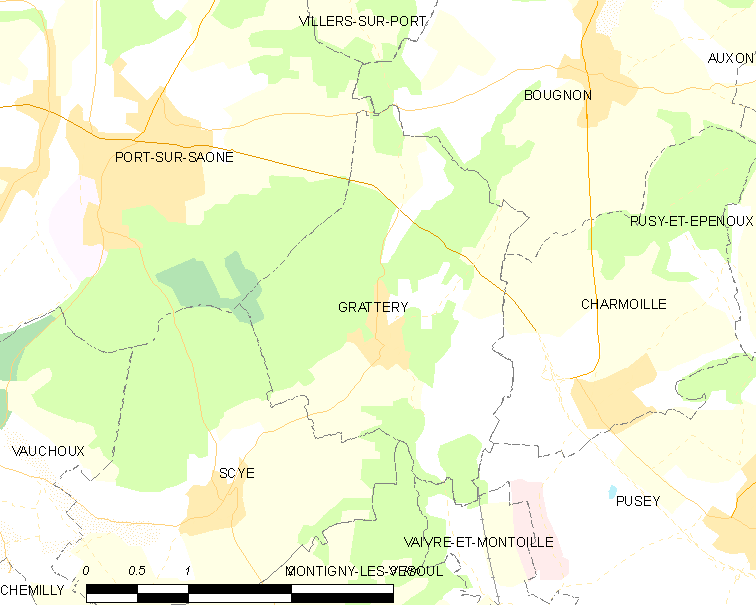
格拉特里的OSM定位图

格拉特里的时区为UTC+01:00、UTC+02:00（夏令时）。

## 行政
格拉特里的邮政编码为70170，INSEE市镇编码为70278。

## 政治
格拉特里所属的省级选区为索恩港县。

## 人口

1962-2008年间格拉特里人口变化图示

格拉特里于2022年1月1日时的人口数量为215人。